# Phrom Buri (huyện)
Phrom Buri (tiếng Thái: พรหมบุรี) là một huyện (amphoe) ở phía đông của tỉnh Singburi, miền trung Thái Lan.

## Lịch sử
Thị xã (Mueang) Phrom Buri có từ trước thời kỳ trị vì của vua U Thong, vị vua đầu tiên của vương quốc Ayutthaya. Thành phố cổ nằm ở Wat Amphawan, tambon Phrom Buri. Sau này trung tâm thành phố đã được dời đến Pak Bang Mhuen Han (ปากบางหมื่นหาญ) về phía bắc của Wat Phromma Thephawat.
Trong các cuộc cải cách thesaphiban, Phrom Buri là một trong những đơn vị nằm trong Monthon Krungkao (sau này được đổi tên thành Monthon Ayutthaya) năm 1895. Sau này đơn vị này đã bị hạ xuống thành 1 huyện thuộc tỉnh Singburi.
Năm 1943, trụ sở huyện đã được dời đến vị trí ngày nay ở phía bắc Wat Kudi Thong.

## Địa lý
Các huyện giáp ranh (từ phía đông theo chiều kim đồng hồ) là: Tha Wung của tỉnh Lopburi, Chaiyo và Pho Thong của tỉnh Ang Thong, Tha Chang và Mueang Sing Buri của tỉnh Sing Buri.

## Hành chính
Huyện này được chia thành 7 phó huyện (tambon), các đơn vị này lại được chia ra thành 42 làng (muban). Có hai thị trấn (thesaban tambon) - Pak Bang nằm trên toàn bộ tambon Phrom Buri, còn Bang Nam Chiao nằm gần như toàn bộ trên tambon Bang Nam Chiao. Có 4 Tổ chức hành chính tambon.
| STT. | Tên            | Thai      | Dân số |
| ---- | -------------- | --------- | ------ |
| 1.   | Phra Ngam      | พระงาม    | 3.902  |
| 2.   | Phrom Buri     | พรหมบุรี    | 3.170  |
| 3.   | Bang Nam Chiao | บางน้ำเชี่ยว | 3.647  |
| 4.   | Ban Mo         | บ้านหม้อ    | 6.250  |
| 5.   | Ban Paeng      | บ้านแป้ง    | 2.369  |
| 6.   | Hua Pa         | หัวป่า      | 1.477  |
| 7.   | Rong Chang     | โรงช้าง    | 3.491  |